# 마잔다란어 위키백과

마잔다란어 위키백과는 마잔다란어로 운영되는 위키백과이다. 기호는 mzn이다.